# Urbán Gábor (zeneszerző)
Urbán Gábor (Csanádapáca, 1901. július 12. – Budapest, 1984. december 14.) magyar zenetanár, zeneszerző.

## Életpályája
Szülei: Urbán Sándor és Kovács Terézia voltak. 1919-ben Kolozsváron végzett, ahol megszerezte a tanítói oklevelet; 1923-ban polgári iskolai énektanári, 1948-ban pedig földrajz-természetrajz szakos tanári diplomát kapott. 1926–1948 között a makói polgári leányiskolában oktatott. A Makói Dalárdában és a Makói Petőfi Dalkörben tevékenykedett. Zeneszerzőként főleg szimfóniákat és a színpadi műveket alkotott. Zóra és Erzsébet királyné címmel operákat is írt. Zenetudományi munkát is készített, ami a Hangzatok világa címet viselte. A tanítással 1956-ban, Kenderesen hagyott fel végleg. Budapesten hunyt el, sírja a makói római katolikus temetőben található.